# Male Poljane
Male Poljane so naselje v Občini Škocjan.